# 盧比安納植物園

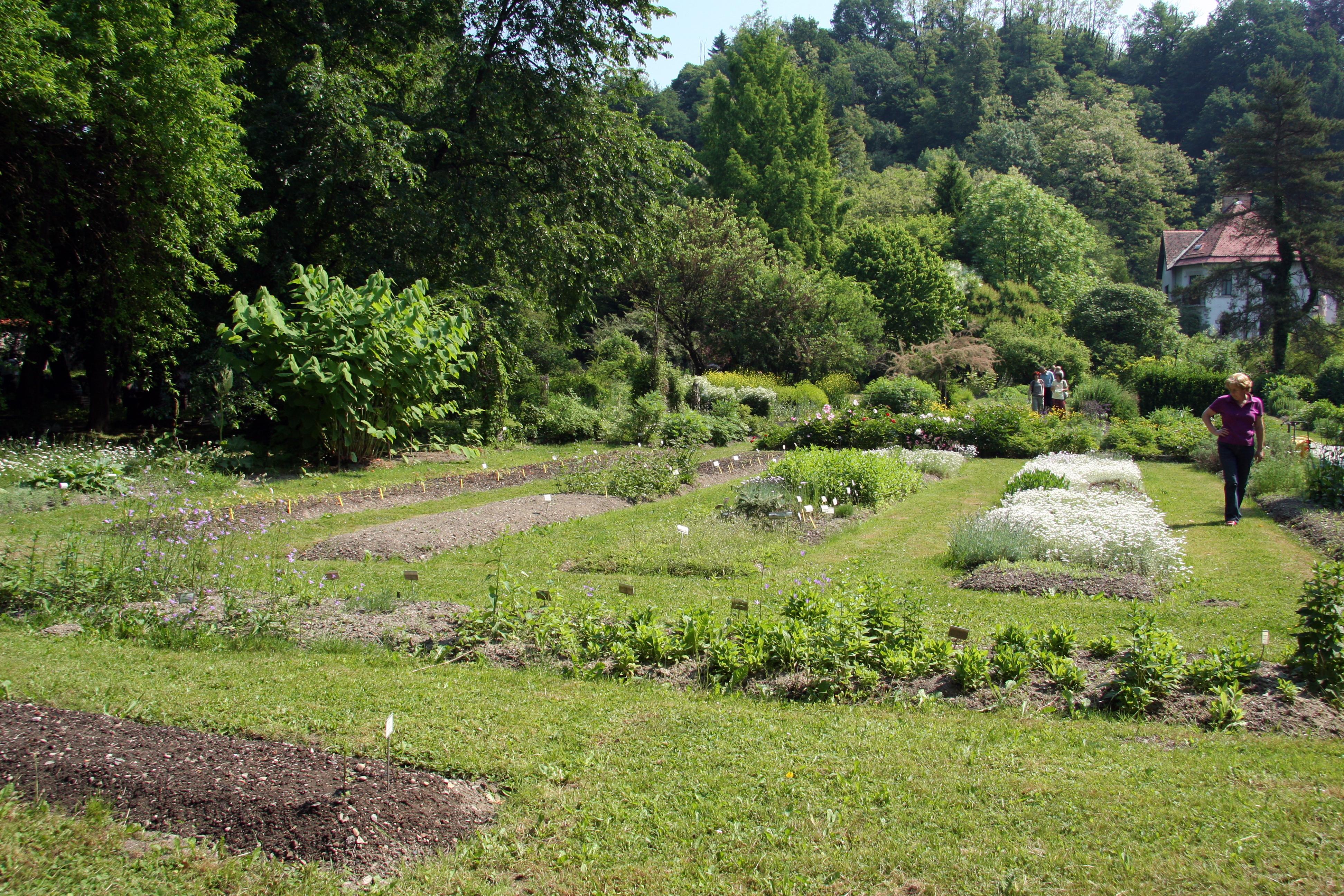
盧比安納植物園

盧比安納植物園，正式名稱是盧比安納大學植物園是斯洛維尼亞首都盧比安納的一座植物園，也是東南歐歷史最古老的植物園。植物園的歷史開始於1810年。盧比安納植物園擁有約4500種植物，其中三分之一是斯洛維尼亞特有種。

## 外部連結
- University Botanic Gardens, Ljubljana
- 维基共享资源上的相關多媒體資源：Ljubljana Botanical Garden